# NGC 3150
NGC 3150 (другие обозначения — MCG 7-21-17, ZWG 211.19, PGC 29789) — спиральная галактика в созвездии Малого Льва. Открыта Гийомом Бигурданом в 1886 году.
Этот объект входит в число перечисленных в оригинальной редакции «Нового общего каталога».